# Genska karta
Genska karta je grafički prikazan raspored genskih lokusa na kromosomu.
Proces kojim identificiramo i određujemo položaj tog gena zovemo kartiranje gena.
U to ulazi utvrđivanje rasporeda sekvencije DNK gena s intronima i eksonima, 3' ili 5' transkribiranim-netranslatiranim regijama, terminacijski (poliadenilacijski) signal, regularne elemente kao što su promotori, pojačivači i može sadržavati poznate mutacije koje određuju alternativne alele istog gena.